# CompactFlash

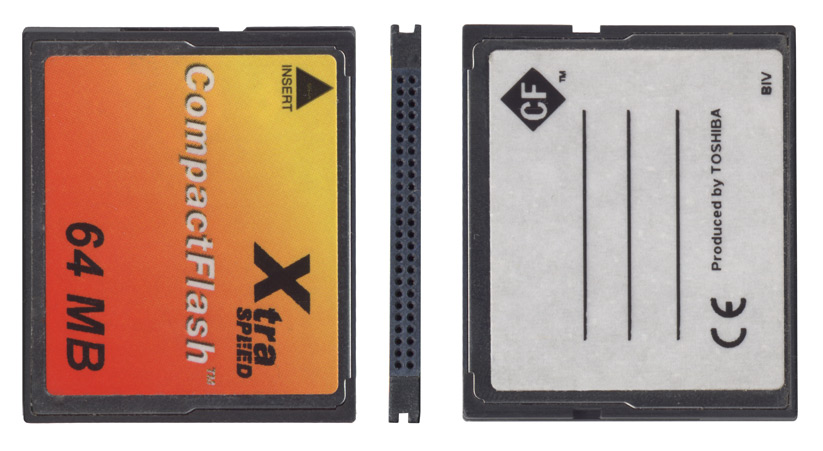
64 MB CompactFlash I型卡

CompactFlash（CF卡）最初是一种用于便携式电子设备的数据存储设备，于1994年首次由SanDisk公司生产并制定相关规范。它的物理格式被多种设备所采用。從外形上CF卡可以分为两种：CF I型卡（3.3mm）以及稍厚一些的CF II型卡（5mm）。CF II型卡槽主要用于微型硬盘等一些其他的设备。
CF是与出现更早且尺寸更大的PCMCIA I型内存卡竞争的第一批闪存标准之一，它最初是建立在英特尔的或非型闪存的基础上，之后改为使用与非型闪存。CF是最老也是最成功的标准之一，尤其在早期的专业数码相机市场。
CF卡可以通过转换器直接用于PCMCIA卡插槽，也可以通过读卡器连接到多种常用的端口，如USB、Firewire等。另外，由于它具有较大的尺寸（相对于较晚出现的小型存储卡），大多数其他格式的存储卡可以通过适配器在CF卡插槽上使用，其中包括SD卡／MMC卡、Memory Stick Duo、XD卡以及SmartMedia卡等。

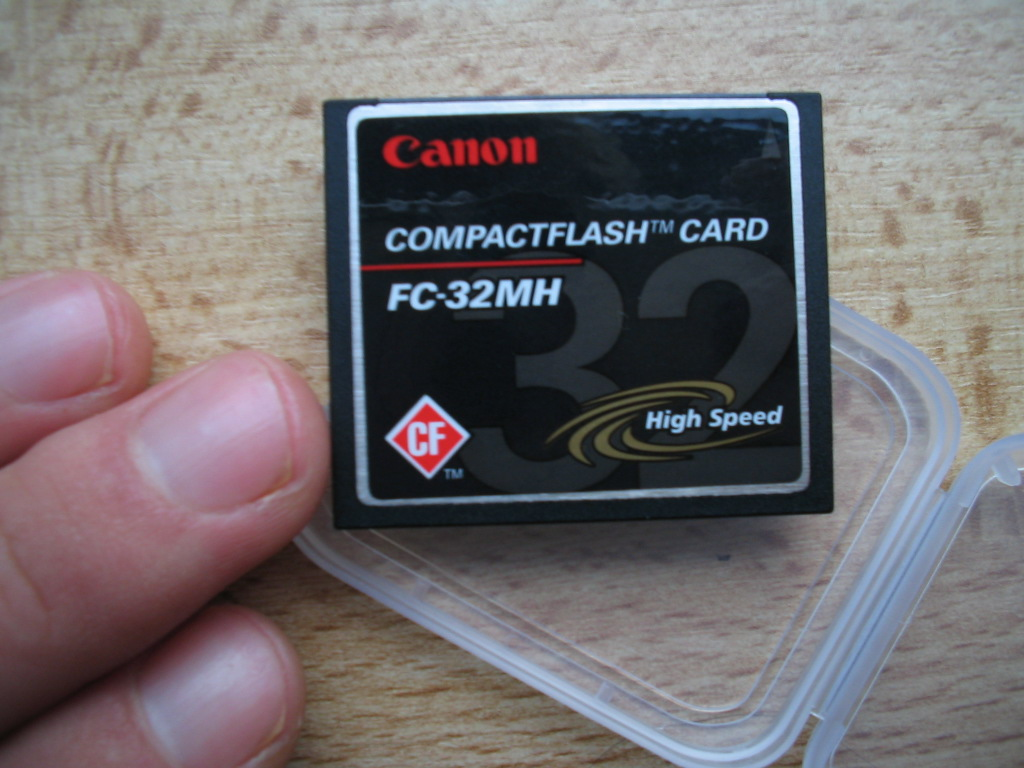
32 MB高速CompactFlash I型卡

## 概述
由於使用的NOR型闪存存儲密度低於較新的NAND閘闪存，CF卡的體積是90年代初期出現的三種記憶卡中最大的（另兩種是Miniature Card—MiniCard和SmartMedia卡）。
在之後，CF卡也改用NAND型闪存。另外，IBM的微型硬碟使用CF Type II型介面，但並不是固態硬碟。日立和希捷也有製造微型硬碟。
CompactFlash的電氣特性與PCMCIA-ATA介面一致，但外形尺寸較小。
連接器寬度43mm，深度36mm，厚度分3.3mm（CF Type I型卡）和5mm（CF Type II型卡）兩種。
Type I型卡可以用於Type II型卡插槽，但Type II型卡由於厚度的關係無法插入Type I型卡的插槽中。CF闪存卡多數是Type I型卡。
CF卡比早期的PC卡（PCMCIA）I型更窄小，然而厚度則和PC卡I及II型相同。CF卡是早期記憶卡規格之中最成功的，受歡迎程度比Miniature Card、SmartMedia卡及PC卡I型更勝一籌。在應用在體積較小的器材時，SmartMedia卡曾經是CF卡的主要競爭對手，從市場滲透率而言甚至一度超越CF卡。不過，SmartMedia受制於其最大128MB的容量，逐漸被其他新制式的記憶卡淘汰（大約於2002－2005年時）。
九十年代末至廿一世紀初出現的各種記憶卡規格（如SD／MMC／Secure Digital High Capacity（SDHC），Memory Stick，xD圖像卡等等）有著激烈競爭。新款記憶卡的體積比CF卡小數倍，某程度上與當時CF比PC Card的相差還要大。新式小型記憶卡已主導掌上電腦，手提電話以及消費級數碼相機，特別是超迷你型號。
虽然如此，CF卡仍然是一些顶级專業數碼相機的标准配置。在2007年出產的半專業級數碼相機（專業消費級之數碼相機、單鏡反光相機）中，有相當比例還是支援CF卡。過往，CF的特點主要是以最少的價錢換取最大的儲存容量，但如今相同容量的小型记忆卡已比CF卡便宜得多。現時高端SD卡的容量和性能已经不输CF卡，但平均来说CF卡仍往往有着比其他小型記憶卡更高的容量（自CF 1.0標準開始已支援137GB之理論上限，至2007年第三季，最大容量為64GB）、更快的存取速度（Sandisk Extreme IV :40MB/s，CF 4.0標準支援最高133MB/s），更開放的規格及使用條款，較佳的相容性（自CF 1.0標準起極少出現重大的改動，CF Type II能使用MicroDrive，以及透過轉接器使用多種較小的記憶卡）。
闪存型存儲設備具有非揮發性和固態等特質，所以它比磁碟驅動器更穩固，耗電量僅相當於磁碟驅動器的5%，卻具有較快的傳輸速率（SanDisk Extreme IV型CF卡的寫入速度和讀取速度可達40MB/s）。工作電壓為3.3伏特或5伏特，可以在不同的系統間轉換。闪存型CF卡可以適應極端的溫度變化，工業標準的闪存卡甚至可以在-45至85攝氏度的範圍內工作。
2018年，CF卡的容量規格從最小的8MB到最大可達256GB。（這裡的1MB=1,000,000byte，1GB=1000MB）

## 微型硬盘

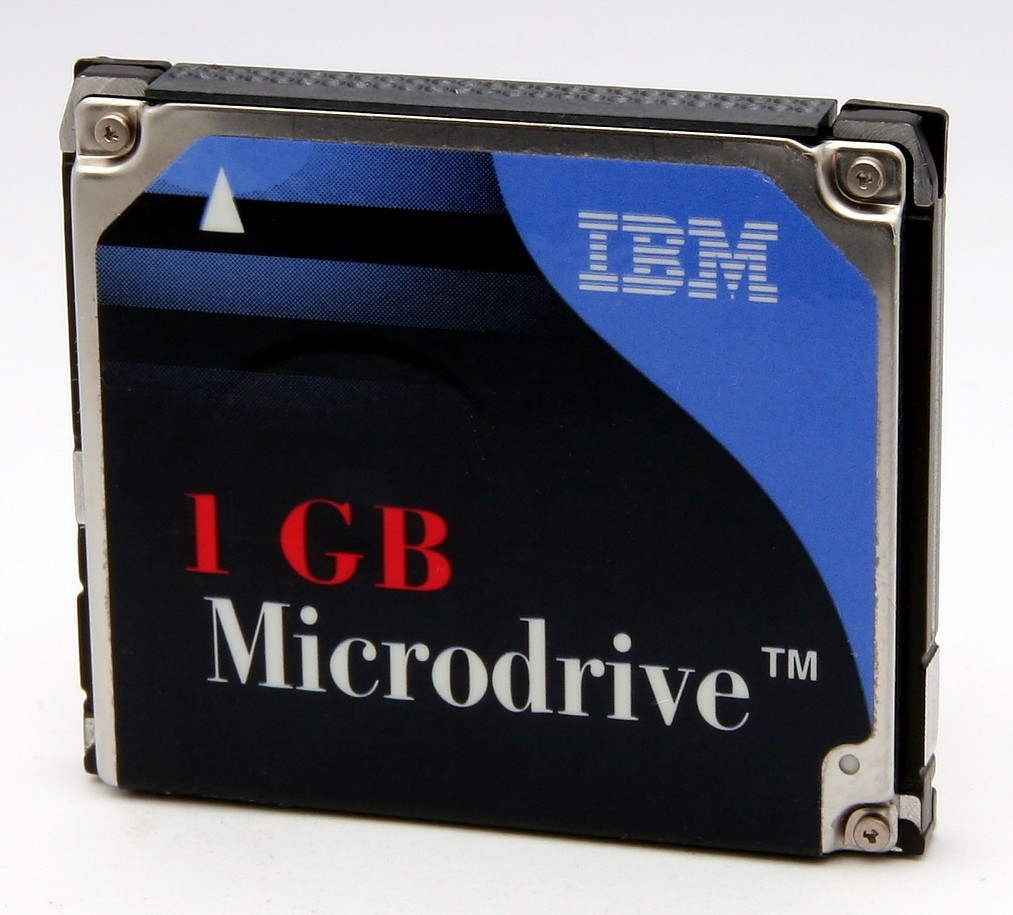
IBM 1GB微型硬盘

微型硬盘是一种符合CF Type II型标准的微型硬盘驱动器（约1英寸宽）。在1999年IBM首次发布拥有340MB容量的微型硬盘，后于2002年将其部门连同Microdrive商标一起卖给日立。許多其他厂商（如：希捷、索尼等）也有出售微型硬盘，截止至2005年中期，微型硬盘的容量达到6GB并且还在高速成长。
做为一种机械式存储设备，这些微型硬盘在运行的时候需要消耗比闪存更多的能源，所以在某些供能不足的设备上它们也许不能很好的运行。同时，作为机械设备，它们对物理震动和温度的变化要比闪存更加敏感，尽管在实际使用中并无大碍。

## 规范

### CompactFlash
在CompactFlash規範第一次標準化的時候，即使是全尺寸的硬碟容量也很少超過4GB，因此ATA規範自身存在的限制被認為是可接受的。但是，在硬碟由於不斷增長的容量需求而對ATA規範作出大量改變的今天，闪存卡很快就超過4GB的限制，在原始版本1.0後所製造的CF卡已經可以達到512GB。6.0版本運行在PATA模式，未來版本預期會使用SATA模式。
- CompactFlash 版本 1.0 (1995),最高 8.3 MB/s (PIO mode 2), 容量最大可達 128 GB。
- CompactFlash+ （或稱CompactFlash I/O）(1997)。
- CF+ 和 CompactFlash 版本 2.0 (2003) 最高 16.6 MB/s (PIO mode 4)，2003年底，增加DMA 33傳輸（最高 33MB/s），從2004年中期開始提供。容量最大可達 137GB（根据CompactFlash协会（CFA）的资料）。
- CF+ 和 CompactFlash 版本 3.0 (2004) 最高 66 MB/s(UDMA 66)，PC卡模式下 25 MB/s，添加密碼保護以及許多功能。CFA建議記憶卡大於2GB時，使用FAT32檔案系統。
- CF+ 和 CompactFlash 版本 4.0 (2006) 支援 IDE Ultra DMA Mode 6 ，最高 133 MB/s (UDMA 133)，容量最大可達137GB。
- CF+ 和 CompactFlash 版本 4.1 (2007) 支援Power Enhanced CF記憶卡。
- CompactFlash 版本 5.0 (2010) 增加許多功能，包括48位元定址（容量最大可達 128 PiB），最高32 MB的大型區塊傳輸，QoS和視訊性能保證，以及其他增強功能。
- CompactFlash 版本 6.0 (2010年11月) 支援 Ultra DMA Mode 7 (最高 167 MB/s), ATA-8/ACS-2 sanitize指令、TRIM指令，和可選的卡溫度工作溫度範圍告知功能。

### CFast
CompactFlash的變體，基於 Serial ATA 匯流排，全稱CompactFast，簡稱CFast。
CFast卡在物理和電氣規格上都不相容於CompactFlash卡，不過SATA可以模擬PATA的指令協定，現有的CompactFlash軟體驅動程式可以繼續使用。如果撰寫使用AHCI的新驅動程式，大多都會有可觀的效能增長。
CFast卡使用7 PIN的SATA母座與17 PIN的電源母座，可透過轉接器轉接成一般的SATA介面。
- CFast 1.0 / 1.1支援比CompactFlash更快的傳輸速度，使用SATA 2.0（300 MB/s）界面，首款於2009年底上市。

- CFast 2.0 於2012年第二季發布，更新為SATA 3.0（600 MB/s）。截至2014年，唯一採用CFast 2.0卡的產品是Arri Amira數位攝影機，可以在 2048×1080 解析度下達到 200 fps；也有用於Arri Alexa / XT相機的CFast 2.0轉接器。

2014年4月7日，Blackmagic Design宣布URSA電影攝影機將使用CFast卡。
2015年4月8日，佳能公司宣布推出XC10攝影機，也使用CFast卡。Blackmagic Design還宣布其URSA Mini攝影機將使用CFast 2.0。
截至2016年10月，越來越多的相機、攝影機、錄音設備使用CFast媒體提供的更快的數據速率。像是Arri Amira、Arri Alexa Mini、哈蘇H6D-100C、佳能C700、C300 Mark II、EOS 1D X II、XC10、Blackmagic Ursa、Ursa Mini 4.6K、Ursa Mini 4K。用於視訊的其他錄製設備包括Atomos Ninja Star、Atomos Shogun Studio 4K。
截至2017年，在更廣泛使用CF的嵌入式電子行業中，從CF換到CFast的過渡仍相對緩慢，可能是由於硬件成本考慮和一些慣性（熟悉CF）以及因為較低性能的CF卡已經能滿足需求，因此沒有理由改變。

### CFexpress
2016年9月7日發佈，採用PCIe介面和高效的NVM Express。
2017年4月18日，CompactFlash協會發布CFexpress 1.0規範。使用XQD外形尺寸（38.5 mm×29.8 mm×3.8 mm）和PCIe 3.0 x2，傳輸速度最高可達 2 GB / s。 NVMe 1.2協定用於低延遲、低開銷和高並行存取。
2019年2月28日，CompactFlash協會發布CFexpress 2.0規範。提升為NVM Express 1.3，一樣使用PCIe 3.0。
有3種類型，A型：PCIe x1；B型：PCIe x2；C型：PCIe x4。

## 符合CF标准的其他设备
CompactFlash规范还被应用于多种输入／输出以及接口设备。由于它的电气性能与PCMCIA卡一致，因此大多数PCMCIA卡都有类似的CF版本。如：
- 以太网
- 调制解调器
- 无线局域网
- 数码相机
- GPS（全球衛星定位系統）
- 條碼掃描器
- 磁条读写器
- Super VGA显示适配器
- 多种其它闪存卡的读卡器
- GBA电影播放器

## 相关文章
- 微硬盘
- XQD卡
- PCMCIA
- 多媒体卡
- xD卡
- SD卡
- 记忆棒
- SmartMedia卡